# Ansin Sports Complex
L'Ansin Sports Complex est un stade d'athlétisme situé à Miramar, en Floride (États-Unis).